# Діти сонця (фільм, 1985)
«Діти сонця» (рос. «Дети солнца») — радянський художній телефільм 1985 року, екранізація однойменної п'єси Максима Горького.

## Сюжет
Драматичне оповідання про долю родини російських інтелігентів, яким випало жити в важкі часи Першої російської революції. Милі, розумні й добрі люди з ідеалістичними думками та розмовами раптом наочно стикаються зі страшним обличчям російського «холерного бунту», коли натовп женеться, щоб убити, за лікарем, який невдало намагався вилікувати когось… Один герой кінчає життя самогубством («Їде в Могілевську губернію», — за власним висловом), інший божеволіє, третій страждає через нерозділене кохання…

## У ролях
- Інокентій Смоктуновський —  Павло Федорович Протасов
- Євгенія Симонова —  Ліза, сестра Протасова
- Алла Демидова —  Олена Миколаївна, дружина Протасова
- Олександр Лазарев —  Дмитро Вагін, художник
- Богдан Ступка —  Борис Миколайович Чепурний
- Наталя Гундарева —  Меланія Миколаївна, сестра Бориса Чепурного
- Марія Скворцова —  Антонівна, няня
- Олена Циплакова —  Фіма, прислуга
- Тетяна Рудіна —  Луша, нова служниця
- Роман Філіппов —  Роман, двірник
- Борис Невзоров —  Єгор, слюсар
- Ерлена Осипович —  Авдотья, дружина Єгора
- Григорій Острін —  Яків Трошин
- Петро Щербаков —  Назар Авдійович
- Андрій Гусєв —  Міша, син Назара Авдійовича
- Віктор Васильєв —  доктор

## Знімальна група
- Режисери-постановники — Леонід Пчолкін
- Автори сценарію — Інокентій Смоктуновський
- Оператори-постановники — Юрій Схіртладзе
- Композитори — Ісаак Шварц